# Klassifikation der Berufe 2010
Die Klassifikation der Berufe 2010 (KldB 2010) wurde federführend von der Bundesagentur für Arbeit und dem Institut für Arbeitsmarkt- und Berufsforschung unter Beteiligung des Statistischen Bundesamtes und den betroffenen Bundesministerien sowie Experten der berufskundlichen und empirischen (Sozial-)Forschung entwickelt und im Jahr 2011 eingeführt. Die KldB 2010 wurde vollständig neu entwickelt und löst die Klassifizierung der Berufe aus den Jahren 1988 und 1992 ab. Sie bildet die aktuelle Berufslandschaft in Deutschland realitätsnah ab und bietet zugleich eine hohe Kompatibilität zur internationalen Berufsklassifikation – der ISCO-08 (International Standard Classification of Occupations 2008). Ab dem Berichtsjahr 2021 verwendet die Bundesagentur eine Weiterentwicklung mit zwei neuen Berufsuntergruppen und 14 neuen Berufsgattungen.

## Systematischer Aufbau der KldB 2010
Die Klassifikation der Berufe 2010 ist hierarchisch aufgebaut und umfasst fünf numerisch verschlüsselte Gliederungsebenen. Für jede Gliederungsebene wurde eine Ziffer vergeben. Infolgedessen umfasst die Systematik der KldB 2010 in ihrer Gesamtheit einen fünfstelligen Nummerncode. Jeder Nummerncode bzw. Schlüssel der KldB 2010 ist mit einer spezifischen Bezeichnung versehen. Beides ist im systematischen Verzeichnis der KldB 2010 dargestellt.
Entsprechend der zugrunde gelegten Berufsdefinition strukturiert die KldB 2010 Berufe anhand von zwei Dimensionen: Berufsfachlichkeit und Anforderungsniveau.
| Ebene | Bezeichnung        | Kennzeichnung | Anzahl der Positionen |
| ----- | ------------------ | ------------- | --------------------- |
| 1     | Berufsbereiche     | 1-Steller     | 10                    |
| 2     | Berufshauptgruppen | 2-Steller     | 37                    |
| 3     | Berufsgruppen      | 3-Steller     | 144                   |
| 4     | Berufsuntergruppen | 4-Steller     | 700 (2020: 702)       |
| 5     | Berufsgattungen    | 5-Steller     | 1.286 (2020: 1300)    |

### Berufsfachlichkeit
Die primäre, strukturgebende Dimension ist die Berufsfachlichkeit. Mit ihr werden Berufe auf den oberen vier Gliederungsebenen nach ihrer Ähnlichkeit anhand der sie auszeichnenden Tätigkeiten, Kenntnisse und Fertigkeiten gruppiert. Auf der obersten Ebene besteht die KldB 2010 aus zehn Berufsbereichen (vgl. Tabelle 2). Diese werden auf der zweiten Ebene in 37 Berufshauptgruppen, auf der dritten Ebene in 144 Berufsgruppen und auf der vierten Gliederungsebene in 702 Berufsuntergruppen berufsfachlich ausdifferenziert.
| Schlüssel der KldB 2010 | Berufsbereich |
| ----------------------- | --- |
| 1                       | Land-, Forst- und Tierwirtschaft und Gartenbau                                                                    |
| 2                       | Rohstoffgewinnung, Produktion und Fertigung                                                                       |
| 3                       | Bau, Architektur, Vermessung und Gebäudetechnik                                                                   |
| 4                       | Naturwissenschaft, Geografie und Informatik                                                                       |
| 5                       | Verkehr, Logistik, Schutz und Sicherheit                                                                          |
| 6                       | Kaufmännische Dienstleistungen, Warenhandel, Vertrieb, Hotel und Tourismus                                        |
| 7                       | Unternehmensorganisation, Buchhaltung, Recht und Verwaltung                                                       |
| 8                       | Gesundheit, Soziales, Lehre und Erziehung                                                                         |
| 9                       | Sprach-, Literatur-, Geistes-, Gesellschafts- und Wirtschaftswissenschaften, Medien, Kunst, Kultur und Gestaltung |
| 0                       | Militär |

### Anforderungsniveau
Erst auf der untersten Gliederungsebene (5. Ebene) erfolgt eine Untergliederung der berufsfachlichen Einheiten anhand der zweiten Dimension – dem Anforderungsniveau. Das Anforderungsniveau bildet die Komplexität der auszuübenden Tätigkeit ab und kann bis zu vier unterschiedliche Ausprägungen aufweisen.

#### Anforderungsniveau 1: Helfer- und Anlerntätigkeiten
Berufe, denen das Anforderungsniveau 1 zugeordnet wird, umfassen typischerweise einfache, wenig komplexe (Routine-)Tätigkeiten. Für die Ausübung dieser Tätigkeiten sind in der Regel keine oder nur geringe spezifische Fachkenntnisse erforderlich. Aufgrund der geringen Komplexität der Tätigkeiten wird i. d. R. kein formaler beruflicher Bildungsabschluss bzw. lediglich eine einjährige (geregelte) Berufsausbildung vorausgesetzt. Dem Anforderungsniveau 1 werden daher alle Helfer- und Anlerntätigkeiten sowie einjährige (geregelte) Berufsausbildungen zugeordnet.

#### Anforderungsniveau 2: fachlich ausgerichtete Tätigkeiten
Berufen, denen das Anforderungsniveau 2 zugeordnet wird, sind gegenüber den Helfer- und Anlerntätigkeiten deutlich komplexer bzw. stärker fachlich ausgerichtet. Das bedeutet, für die sachgerechte Ausübung dieser Tätigkeiten werden fundierte Fachkenntnisse und Fertigkeiten vorausgesetzt. Das Anforderungsniveau 2 wird üblicherweise mit dem Abschluss einer zwei- bis dreijährigen Berufsausbildung erreicht. Vergleichbar mit diesem Abschluss sind z. B. ein berufsqualifizierender Abschluss an einer Berufsfach- bzw. Kollegschule. Eine entsprechende Berufserfahrung und/oder informelle berufliche Ausbildung werden als gleichwertig angesehen. Bei Anforderungsniveau 2 werden alle Berufe verortet, die hinsichtlich ihres Komplexitätsgrades der Tätigkeit einer Fachkraft entsprechen.

#### Anforderungsniveau 3: komplexe Spezialistentätigkeiten
Die Berufe mit Anforderungsniveau 3 sind gegenüber den Berufen, die dem Anforderungsniveau 2 zugeordnet werden, deutlich komplexer und mit Spezialkenntnissen und -fertigkeiten verbunden. Die Anforderungen an das fachliche Wissen sind somit höher. Charakteristisch für die Berufe des Anforderungsniveaus 3 sind neben den jeweiligen Spezialistentätigkeiten Planungs- und Kontrolltätigkeiten, wie z. B. Arbeitsvorbereitung, Betriebsmitteleinsatzplanung sowie Qualitätsprüfung und -sicherung. Häufig werden die hierfür notwendigen Kenntnisse und Fertigkeiten im Rahmen einer beruflichen Fort- oder Weiterbildung vermittelt. Dem Anforderungsniveau 3 werden daher die Berufe zugeordnet, denen eine Meister- oder Technikerausbildung bzw. ein gleichwertiger Fachschul- oder Hochschulabschluss vorausgegangen ist. Als gleichwertig angesehen werden z. B. der Abschluss einer Fachakademie oder einer Berufsakademie, der Abschluss einer Fachschule der ehemaligen DDR sowie der Bachelorabschluss an einer Hochschule. Häufig kann auch eine entsprechende Berufserfahrung und/oder informelle berufliche Ausbildung ausreichend für die Ausübung des Berufes sein.

#### Anforderungsniveau 4: hoch komplexe Tätigkeiten
Dem Anforderungsniveau 4 werden die Berufe zugeordnet, deren Tätigkeitsbündel einen sehr hohen Komplexitätsgrad aufweisen bzw. ein entsprechend hohes Kenntnis- und Fertigkeitsniveau erfordern. Kennzeichnend für die Berufe des Anforderungsniveaus 4 sind hochkomplexe Tätigkeiten. Dazu zählen z. B. Entwicklungs-, Forschungs- und Diagnosetätigkeiten, Wissensvermittlung sowie Leitungs- und Führungsaufgaben innerhalb eines (großen) Unternehmens. In der Regel setzt die Ausübung dieser Berufe eine mindestens vierjährige Hochschulausbildung und/oder eine entsprechende Berufserfahrung voraus. Der typischerweise erforderliche berufliche Bildungsabschluss ist ein Hochschulabschluss (Masterabschluss, Diplom, Staatsexamen o. Ä.). Bei einigen Berufen bzw. Tätigkeiten kann auch die Anforderung einer Promotion bzw. Habilitation bestehen.
| Schlüssel der KldB 2010 | Bezeichnung                        | Zugeordnete Berufe (Beispiele)               |
| ----------------------- | ---------------------------------- | -------------------------------------------- |
| xxxx1                   | Helfer- und Anlerntätigkeiten      | Gesundheits- und Krankenpflegehelfer (81301) |
| xxxx2                   | fachlich ausgerichtete Tätigkeiten | Gesundheits- und Krankenpfleger (81302)      |
| xxxx3                   | komplexe Spezialistentätigkeiten   | Fachkrankenschwester/-pfleger (81313)        |
| xxxx4                   | hoch komplexe Tätigkeiten          | Allgemeinarzt/-ärztin (81404)                |

Eine Besonderheit innerhalb der Gliederung der Berufsuntergruppen besteht darin, dass Aufsichts- und Führungskräfte von den Fachkräften abgegrenzt werden. Danach signalisiert die „9“ an der vierten Stelle des numerischen Schlüssels, dass dieser Berufsuntergruppe ausschließlich Aufsichts- und Führungskräfte zugeordnet werden. Zu den Aufsichtskräften zählen insbesondere die Meisterberufe, aber auch Leiter (kleinerer) Gruppen bestehend aus Fach- und Hilfskräften, wie z. B. Teamleiter oder Stationsleiterin. Den Führungskräften hingegen werden die Tätigkeiten zugeordnet, die sich durch eine umfassendere Leitungsfunktion mit Personal- und Budgetverantwortung auszeichnen und i. d. R. eine Abteilung, eine Filiale oder ein ganzes Unternehmen führen (z. B. Geschäftsführer oder Abteilungsleiter). Da die Tätigkeit einer Aufsichtskraft im Vergleich zu der Tätigkeit einer Führungskraft weniger komplex, gegenüber der Tätigkeit einer Fachkraft jedoch deutlich komplexer ist, wird allen Aufsichtskräften das Anforderungsniveau 3 zugewiesen. Aufgrund der hohen Komplexität der Tätigkeit einer Führungskraft ist diesen das Anforderungsniveau 4 immanent.
| Schlüssel der KldB 2010 | Bezeichnung     | Zugeordnete Berufe (Beispiele)         |
| ----------------------- | --------------- | -------------------------------------- |
| xxx93                   | Aufsichtskräfte | Stationsleiter – Krankenpflege (81393) |
| xxx94                   | Führungskräfte  | Klinikdirektor (81394)                 |

### Berufsbenennungen
Ein weiterer zentraler Bestandteil der KldB 2010 ist das alphabetische Verzeichnis der Berufsbenennungen, welches rund 24.000 arbeitsmarktrelevante Berufs- und Tätigkeitsangaben erfasst. Anhand dessen können Berufs- und Tätigkeitsangaben in deutschlandweiten Erhebungen verschlüsselt und ausgewertet werden. Zudem wurden zu den einzelnen Klassifikationseinheiten ausführliche Beschreibungen erstellt. Diese umfassen im Kern eine Auflistung der Aufgaben, Tätigkeiten, Kenntnisse und Fertigkeiten sowie der Berufe, die die Klassifikationseinheit auszeichnen. Dadurch kann eine möglichst genaue Verschlüsselung der Berufs- und Tätigkeitsangaben erfolgen.

## Anwendungsfelder der KldB 2010
Die KldB 2010 findet in verschiedenen Bereichen Anwendung. Innerhalb der Bundesagentur für Arbeit wird sie zur Verschlüsselung von Bewerber- und Stellenangeboten und für die Statistik über den Arbeits- und Ausbildungsmarkt sowie die Beschäftigung verwendet. Auch in der Berufs- und Arbeitsmarktforschung kommt die KldB 2010 zum Einsatz, z. B. um Erwerbsverläufe, Berufsmobilitäten und das Thema Fachkräftemangel näher zu analysieren. Die statistischen Ämter von Bund und Ländern setzen die Berufsklassifikation ebenfalls für viele ihrer Statistiken (z. B. Mikrozensus, Volkszählung) ein. Viele nationale Institutionen in der Wissenschaft, Presse, Verwaltung und Politik nutzen diese Daten, um die Lage auf dem Arbeitsmarkt zu beschreiben, zu analysieren oder um politische bzw. administrative Entscheidungen zu treffen. Auch der Tätigkeitsschlüssel beinhaltet die KldB.